# Frank Watt
Frank George Watt (Edimburgo, 22 ottobre 1854 – Newcastle upon Tyne, 26 febbraio 1932) è stato un allenatore di calcio e arbitro di calcio scozzese.
È conosciuto per essere il primo tecnico della storia del Newcastle United.

## Carriera

### Arbitro
Durante la sua carriera arbitrale, si ritrovò ad arbitrare la gara soprannominata "Championship of the World" tra Renton F.C. e West Bromwich Albion del 19 maggio 1888, vinta dal Renton per 4-1.

### Allenatore
Diviene il primo allenatore storico del Newcastle United, firmando con esso nel 1895. Sotto la sua guida, i Magpies hanno dominato completamente il campionato con una squadra assemblata direttamente da Watt, che farà ingaggiare giocatori come Hughie Gallacher, Colin Veitch e Stan Seymour.
Durante la sua permanenza sulla panchina del Newcastle, è riuscito a vincere il trofeo della First Division per quattro volte (1905, 1907, 1909 e 1927), vinse la FA Cup per due volte nel 1910 e nel 1924, riuscendo a raggiungere la finale di questa competizione in quattro occasioni (1905, 1906, 1908 e 1911).
Per gran parte del suo mandato da allenatore fu assistito da James Quar McPherson, che assunse il ruolo di vice nel 1903, e anche da suo figlio Jim, che sostituì suo padre fino al 1938.

## Palmarès
- Campionato inglese: 4

Newcastle: 1904-1905, 1906-1907, 1908-1909, 1926-1927
- Coppa d'Inghilterra: 2

Newcastle: 1909-1910, 1923-1924
- Community Shield: 1

Newcastle: 1909